# 東武60000系電車
東武60000系電車（とうぶ60000けいでんしゃ）は、2013年（平成25年）6月15日から営業運転を開始した、東武鉄道の通勤型電車。

## 概要
野田線（東武アーバンパークライン）の8000系置き換え用として、50000系をベースに「人と環境にやさしい次世代車両」をコンセプトに新たに設計された。更なる環境への配慮や省メンテナンス・省エネルギー化（電気使用量は代替対象の8000系と比べて約40%削減）、バリアフリーの推進や安全性・快適性の向上を図っている。
野田線において定期列車に運用する通勤型車両としては、1944年陸上交通事業調整法に基づき東武鉄道に吸収されて以来初の新型車両である。それまでの野田線の車両は前身の北総鉄道→総武鉄道時代に新造された車両を除き、いずれも東武の他線（伊勢崎線・東上線等）から転入してきた車両であった（2080系は野田線用として配属となったが、これも2000系をベースに改造されたものである）。
第一期計画では2012年度から2015年度までの間に導入された。2012年度は2編成（12両）、2013年度は6編成（36両）、2014年度は8編成（48両）が新造された。2015年度は2編成（12両）が製造され、18編成108両が在籍している。
投資予定金額は約136億2100万円で、1両当たり約1億2612万円が投じられている。
同じ東武線内を走る6050系のうち会津鉄道（廃車済み）・野岩鉄道所有車は60000番台を名乗るが、当形式とは全く関係なく、車番の重複も発生していない。

## 車両概説

### 車体
50000系列に引き続き、20 m級両開き4ドア、日立製作所が提唱する鉄道車両製作システム「A-train」による軽量車体で、FSW溶接のオールアルミダブルスキン構体である。外装の多くの部分は無塗装アルミのシルバー色であるが、先頭車前面下部と各車側面上部には、東武グループのグループロゴカラーであるフューチャーブルーを帯状に、ドア脇には視認性の高いブライトグリーンを配し、野田線沿線の自然環境と調和したデザインとなっている。
前面と側面の行先表示器は3色表示のLED式である。側面の行先表示器は行先表示と号車表示の交互表示が可能で、走行中は消灯する。登場当時、野田線には普通列車しかなかったため前面・側面とも種別は表示されなかったが、2016年3月26日の急行運転開始に向けて、同年2月から種別も表示するように変更されている。
前照灯はHID灯から粒状のLEDによる丸形となり、減光時（ロービーム）は下側半分が点灯し、全光時（ハイビーム）は上側半分も点灯する。前面には外開き式非常扉を設置し、非常脱出用ハシゴは50000系と異なり、中間車の床下ではなく前面の非常扉に配置されている。
2014年（平成26年）4月1日より、野田線に「東武アーバンパークライン」の愛称名が導入されたのに伴い、1号車と6号車の前面と側面両側にロゴが付けられた。これは同線を運行する8000系や10030型及び同系50番台にも施された。

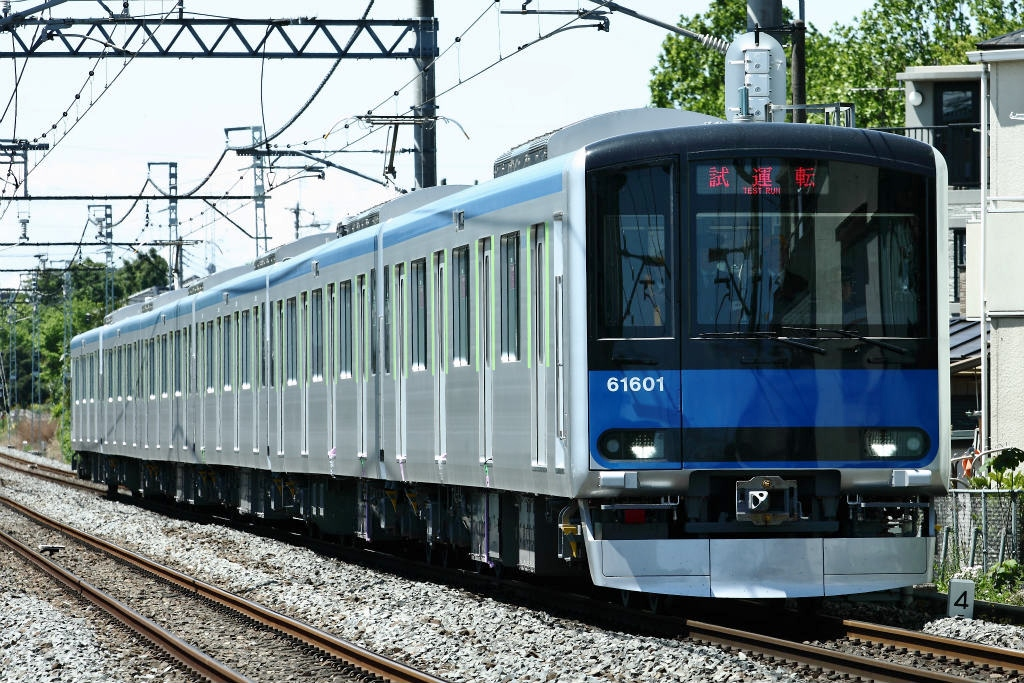
「東武アーバンパークライン」の愛称ロゴが貼られる前の60000系

### 室内
50000系を基本にしているが、妻面は木目調で、車内照明にはLED式（日立製）を採用しており車掌側設定により通常の50%・25%の明るさへの切り替えが可能（50%に設定すると照明器具1つにつき半分の部分が消灯され、25%に設定すると照明自体が千鳥配置で消灯される）。なお導入当初はややピンク色のLEDが使われていたがのちに白色LEDに取り換えられた。各中間車には車椅子スペースを各一か所ずつ設置している（M1とM2は柏方、T1とM3は大宮・船橋方）。

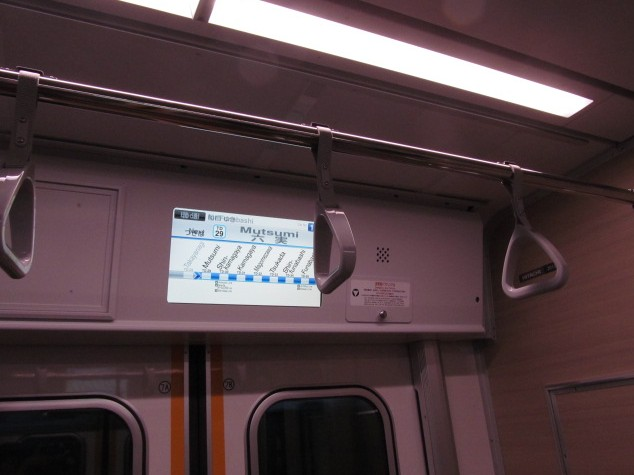
導入当初の車内

座席は掛け幅460 mmの片持ち式オールロングシートで、モケットは一般席が爽やかな水の流れをイメージしたブルー系である。座席端には大型の仕切り板を設け、側扉間の座席にはスタンションポール（縦握り棒）が1本設けられている。優先席は安心感や優しさを感じさせるブラウン系で、ディンプル加工で滑りにくい形状の黄色の握り棒を設けて全席から立席しやすいよう配慮している。
側窓はグリーン着色の紫外線カットガラスで、ドア間の2連窓は開閉可能な下降窓（268 mm下降する）、車端部は1枚の固定窓とした。
4か国語（日本語・英語・中国語・韓国語）対応の17インチワイドLCDの車内案内表示装置（三菱電機製）を各ドア上部に設置し、行き先・次駅案内・駅設備・ドア開方向等を表示している。

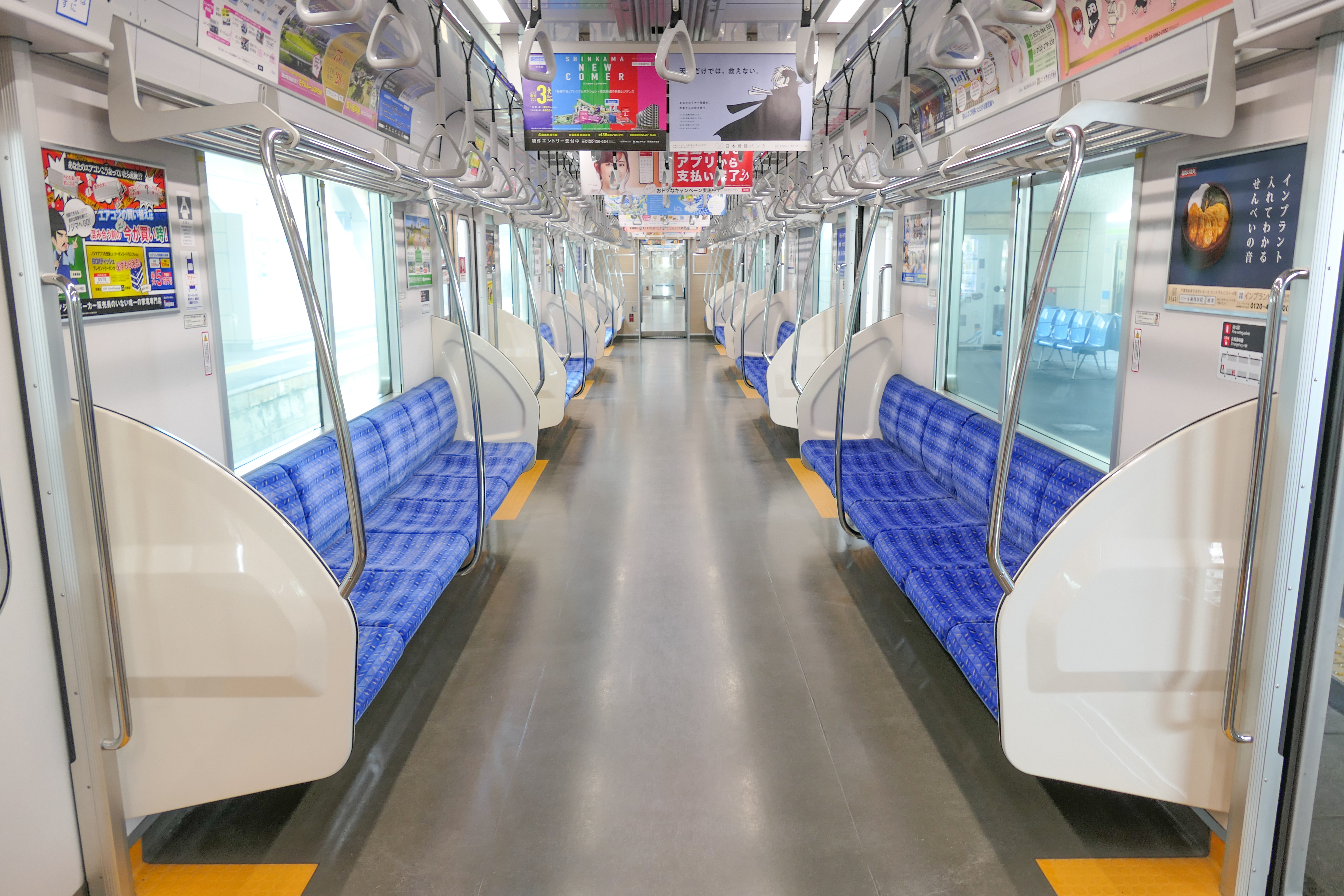
車内
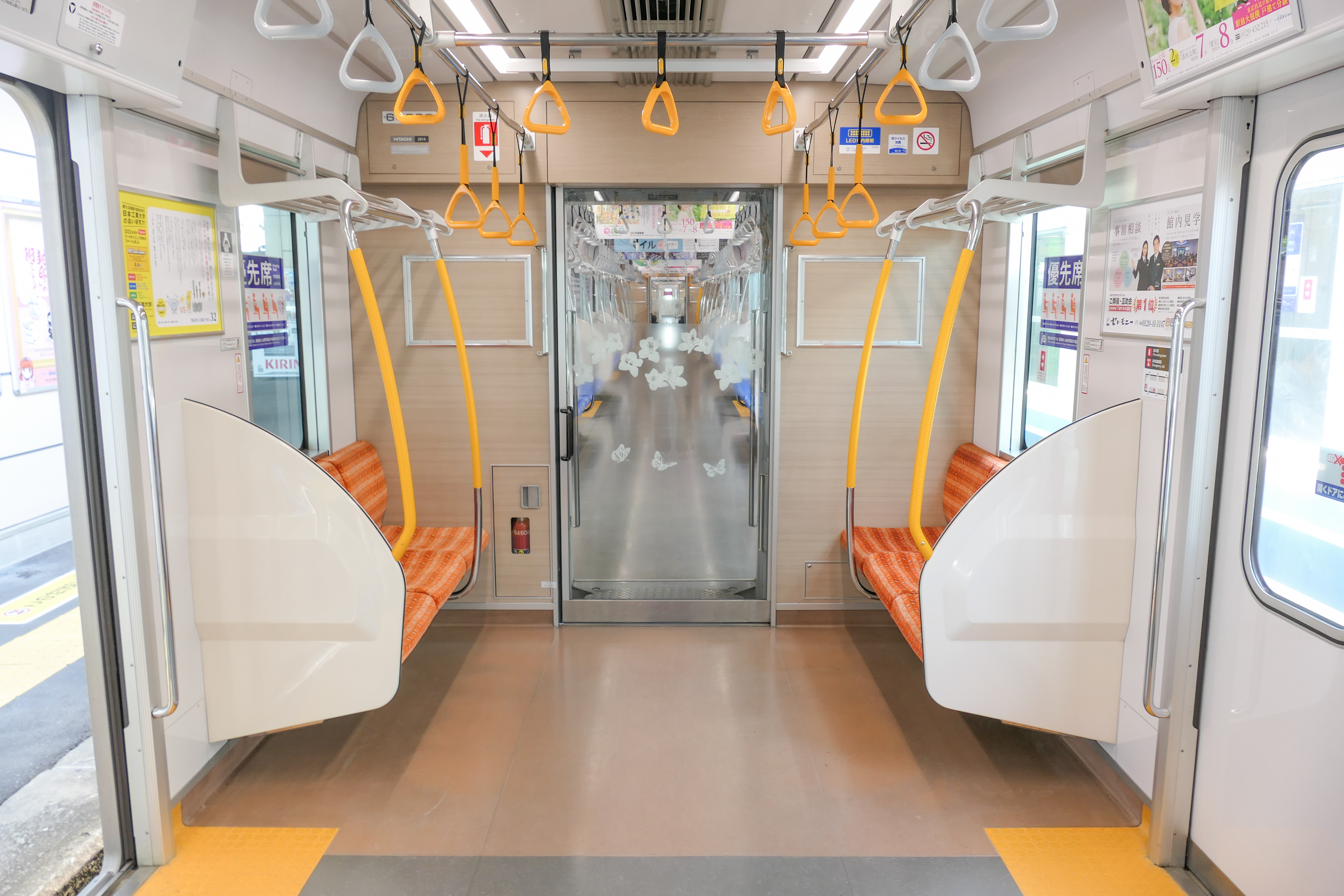
優先席
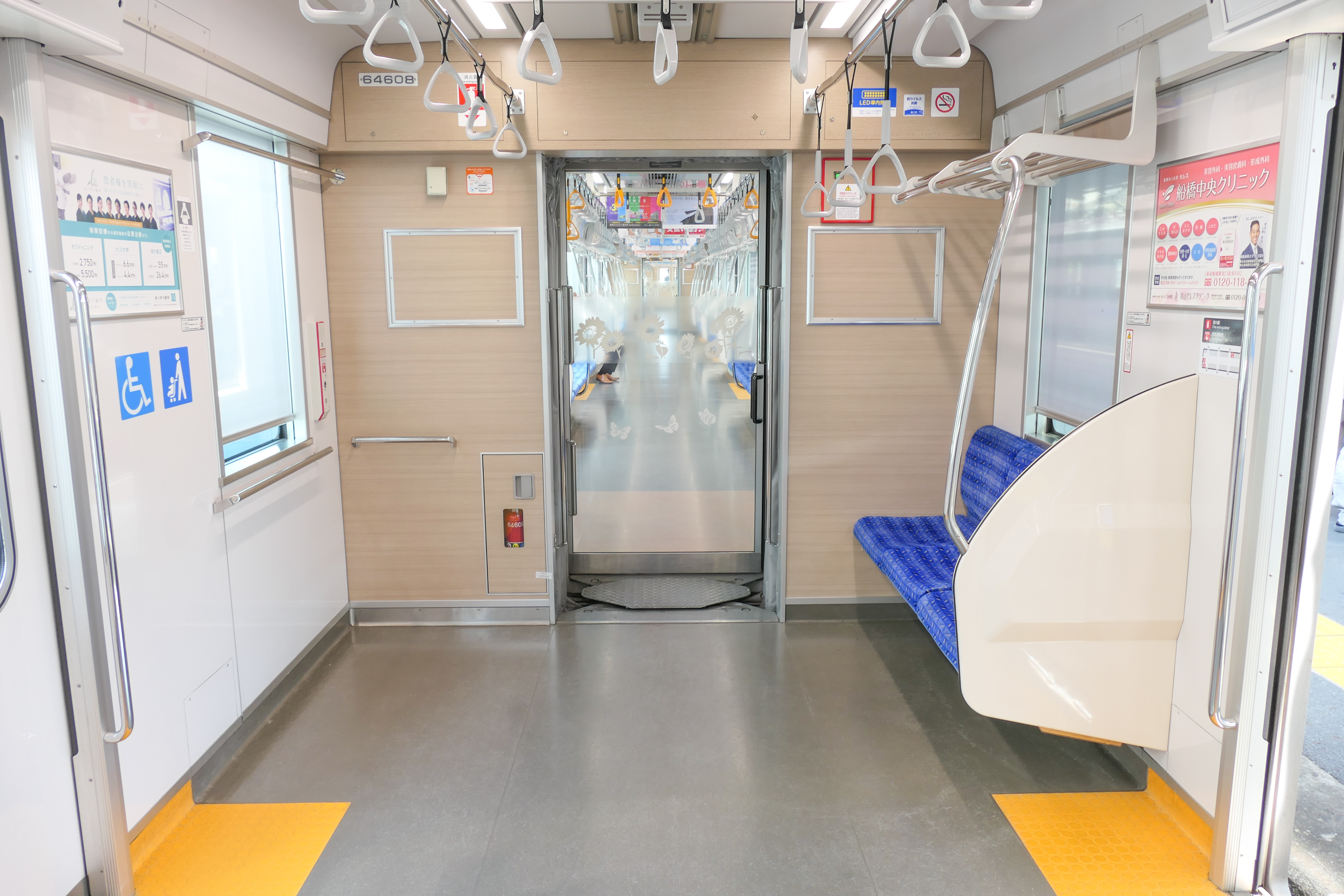
車端部のフリースペース
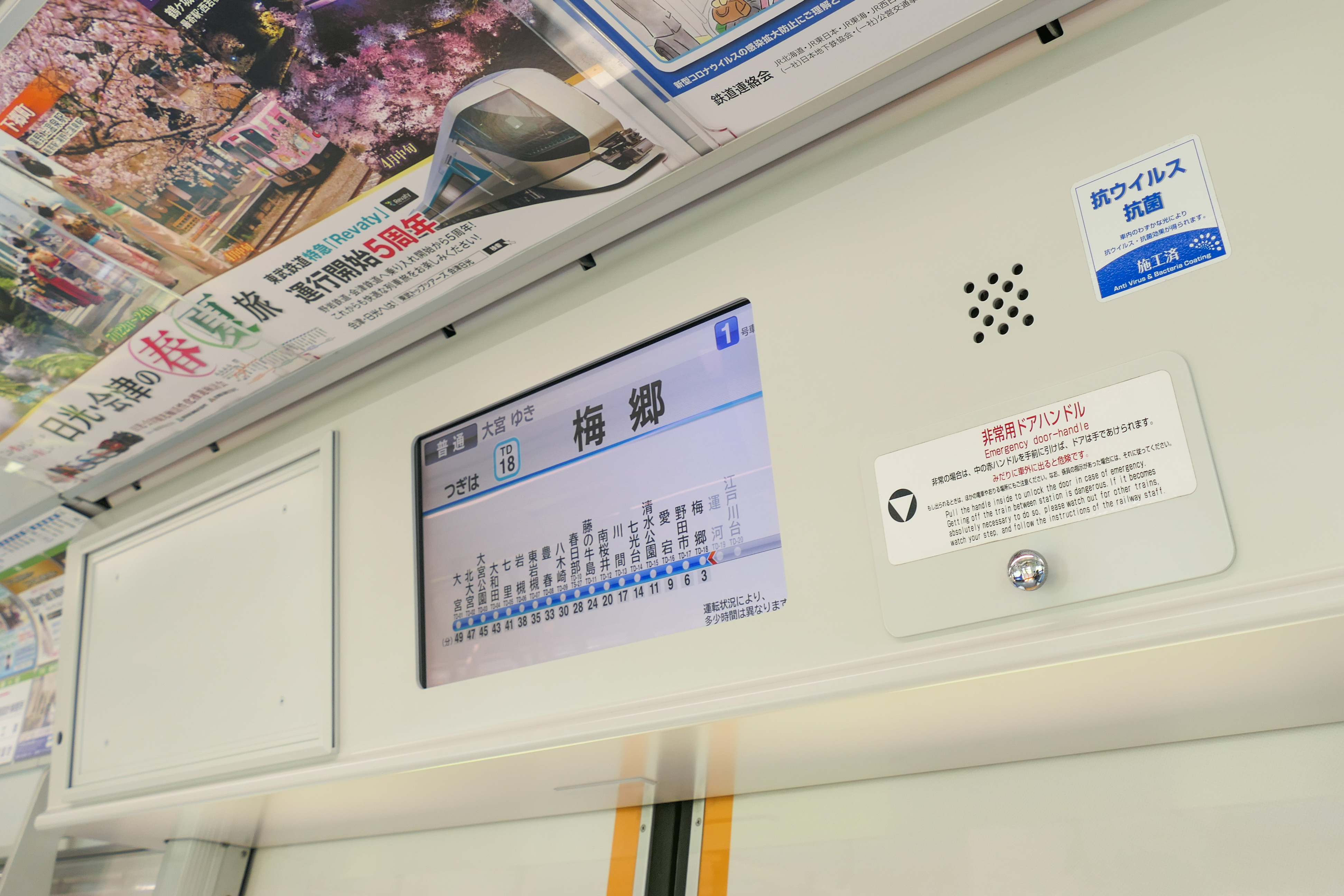
車内案内表示器。横の広告枠には車内ビジョンの準備がなされている

またラジオ受信装置を廃止する一方で、東武鉄道の車両では初となる公衆無線LANサービス (au Wi-Fi SPOT・Wi2 300) を行っている。
貫通扉は全面ガラス張りになっており、野田線沿線8市の「市の花・市の花木」および「区の花」である「サクラ」（埼玉県さいたま市・さいたま市大宮区 Tc1-M1間）、「フジ」（埼玉県春日部市 M1-M2間）、「ヒマワリ」（千葉県柏市・船橋市 T1-M3間）、「ツツジ」（千葉県野田市・流山市・松戸市 M2-T1間）、「キキョウ」（千葉県鎌ケ谷市 M3-Tc2間）を描いたステッカーが貼られている。
戸閉装置はナブテスコ社製の「Rack☆Star」型を採用している。また、車内保温のため各車両の柏方の1扉のみ開扉できるドアカット機構を有している。
空調装置は日立製作所製の集中形HRB504-7形で、能力は58.14kW (50,000kcal/h) 品が搭載されている。空調機キセには車外放送スピーカーを内蔵する。

### 乗務員室
乗務員室は50000系に準じたもので、両手操作のT字形ワンハンドルマスコンを使用している。速度計や圧力計といった計器類、戸閉知らせ灯や保安表示灯類は廃し、これらは液晶ディスプレイ（LCD）画面に表示するグラスコックピットを採用している。

### 主要機器

61601編成、及び61617編成の列車無線アンテナの違い。61616編成以前の車両はアンテナ（画像赤丸の箇所）が落成当初は1つだけに対し、61617編成以降の車両には落成当初から2つ取り付けられている。なお、61616編成以前の車両は新製時は2つ目のアンテナの取り付け準備がなされていた。

制御装置は日立製作所製のPWM方式の2レベルVVVFインバータ制御で、新型IGBTモジュール（3,300 V - 1,500 A）の採用などで50000系列よりも容積を約30％小型軽量化させている。 制御方式は1C4M方式で、ベクトル制御をさらに高精度化したカスケードベクトル制御による全電気ブレーキ方式を採用している。ユニットを組むモハ62600形 (M1) は1C4M×2群のVFI-HR2820Nを、モハ65600形 (M3) は同1群のVFI-HR1420Yを搭載する。
主電動機はかご形三相誘導電動機のTM12型（出力165 kW）で、速度センサレス制御により不要となったPGセンサを廃止したほか、密閉構造化で低騒音化や省メンテナンス化を図っている。
補助電源装置は小型軽量化された東芝製IGBT素子の静止形インバータ (SIV) で、モハ63600形 (M2) とサハ64600形 (T1) に各1基（1編成2台）ずつ搭載しており、サハ64600形 (T1) には片側のSIVの故障時に備えて電磁接触器も設けている。容量は200 kVAで、架線からの直流電源を交流440 V・60 Hzに変換する。蓄電池は焼結式で、100 V - 100 Ah、15 V - 30 Ah、15 V - 6 Ahの3つを両先頭車に備える。
台車は新日鉄住金製で、側梁が4面溶接構造のモノリンク軸箱支持装置式ボルスタレス空気ばね台車（SS181M/SS181T 東武形式:TRS-12M/TRS-12T形）で、差圧弁の設置場所を従来の台車横梁上部から側梁外部に変更してメンテナンス性を向上させている。ユニット式の基礎ブレーキ装置はM台車・T台車ともに設けることでブレーキの速達性と軽量化を図っている。
ブレーキ装置は保安ブレーキ・抑圧ブレーキ付きの回生ブレーキ併用デジタル指令・アナログ変換式の全電気指令式で、遅れ込め制御も行っている。各車には車輪の滑走を防止する滑走防止装置を設置している。また、速度70 km/h以上の走行中に作動した際の非常ブレーキ増圧機能や開扉時の転動防止機能もある。東武鉄道初のバックアップ制御を導入しており、1両のブレーキが作動不能の場合には、車両情報制御装置からの指令により健全な5両のブレーキ圧力を15％上昇させることで、編成のブレーキ力を確保できるようになっている。ただし社内規定に基づき、徐行運転となる。
車両情報制御装置は日立製作所のATIシリーズの中から、制御伝送機能、補機制御機能、検修支援機能などを有するATI-Cを採用した。先頭車に中央局ならびに運転台局を、中間車に端末局を配置し、これらを伝送速度3.2Mbpsの伝送ケーブルで接続したものである。主な機能は
- 制御機能（運転制御機能、補機制御機能、サービス機器制御、速度メータ表示機能（グラスコックピット））
- 乗務員支援機能（出庫点検機能、扉開方向予告制御）
- 保守員支援機能（機器モニタ機能、車上検査機能、ランカーブ機能、積算記録機能、模擬走行機能）
- 異常検知機能（異常表示・記録機能、機器故障トレース収集機能）
- 運転状況記録機能
- メーカ保守機能

を有している。
なお、61601編成の3号車床下には、試験CPが搭載されている。

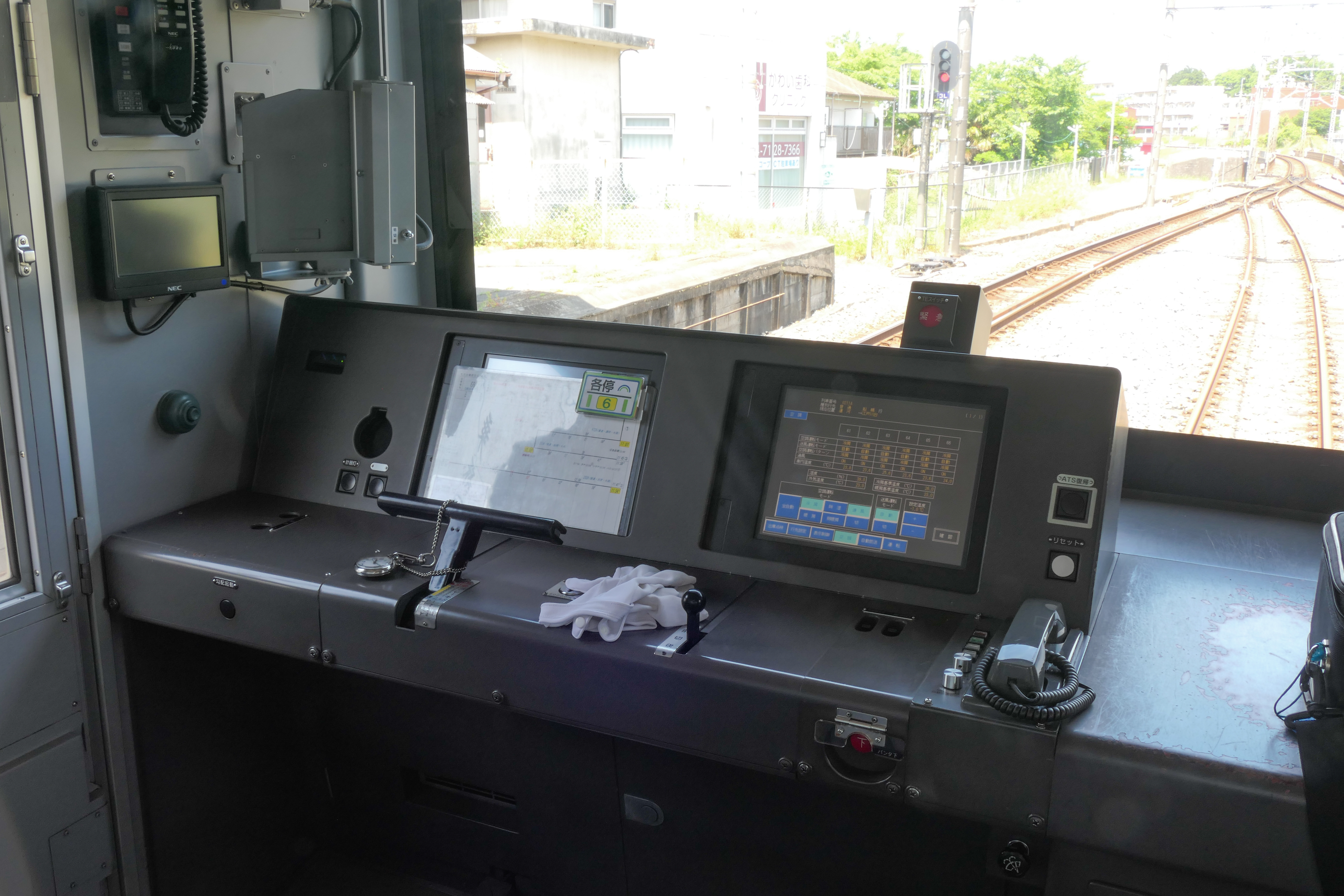
運転台
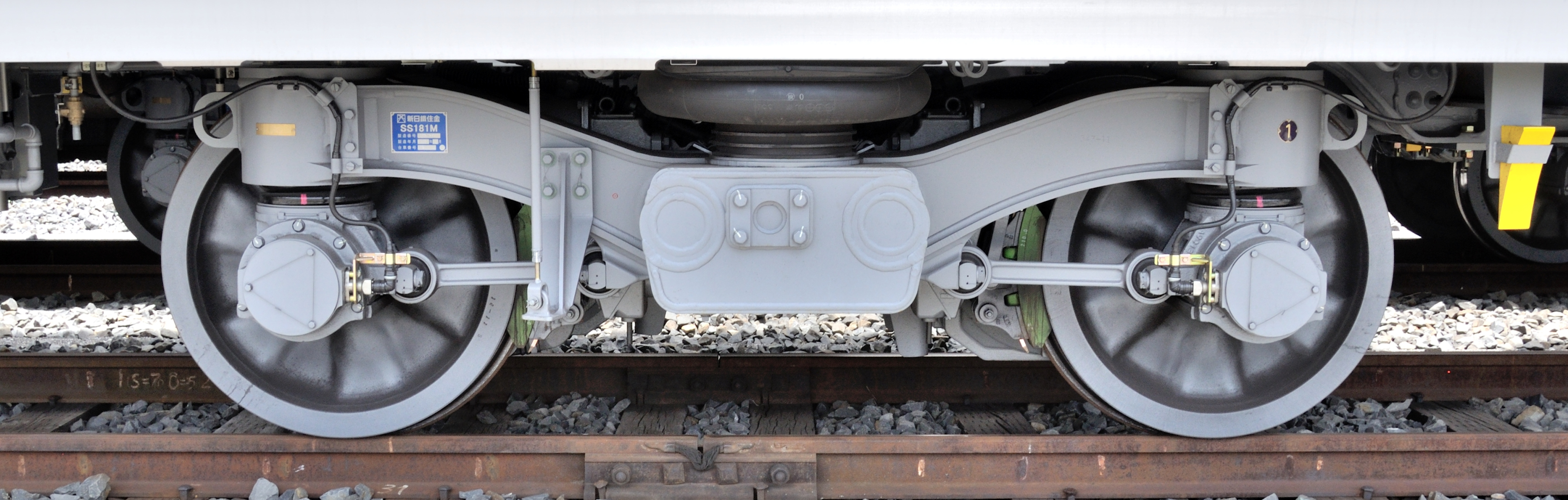
SS181M台車

集電装置には東洋電機製造製シングアーム式パンタグラフのPT7112-B形をモハ62600形 (M1) とモハ65600形 (M3) に各1基（1編成2台）ずつ設置し、東武鉄道初のパンタ上昇検知装置も搭載している。
また先頭車両運転席付近の屋根に付いている列車無線アンテナが、61616編成以前の車両は1つだけ（後方に取付準備）に対し、61617編成以降の車両には2つ取り付けられている。列車無線のデジタル化が計画されており、61616編成以前の車両も2020年3月までにアンテナが増設された。

## 形式・編成
定員は制御車が133名、中間車が146名となっている。
クハ61600形 (Tc1)
柏向き制御車。優先席が大宮・船橋方に設置されている。
モハ62600形 (M1)
中間電動車。優先席と車椅子スペースが柏方に設置されている。主制御装置、パンタグラフを搭載する。
モハ63600形 (M2)
中間電動車。優先席と車椅子スペースが柏方に設置されている。モハ62600形とユニットを組み、電動空気圧縮機、補助電源装置を搭載する。
サハ64600形 (T1)
付随車。優先席が柏方に、車椅子スペースが大宮・船橋方に設置されている。電動空気圧縮機、補助電源装置を搭載する。東武野田線（東武アーバンパークライン）の5両編成化に伴い、当編成から脱車し、80000系サハ83500（T3）への改造を行い、同系の5両編成中4両新造の編成に編入される予定。
モハ65600形 (M3)
中間電動車。優先席が柏方に、車椅子スペースが大宮・船橋方に設置されている。主制御装置、パンタグラフを搭載する。
クハ66600形 (Tc2)
大宮・船橋向き制御車。柏方には優先席が設置されている。

### 編成表
|          | ← 柏大宮・船橋 → |                |                |                |                |                 |
| 号車     | 6                | 5              | 4              | 3              | 2              | 1               |
| 形式     | クハ61600 (Tc1)  | モハ62600 (M1) | モハ63600 (M2) | サハ64600 (T1) | モハ65600 (M3) | クハ66600 (Tc2) |
| 搭載機器 | ATS, BT          | VVVF2          | SIV, CP        | SIV, CP        | VVVF1          | ATS, BT         |
| 自重     | 27.7 t           | 33.1 t         | 33.1 t         | 28.0 t         | 31.9 t         | 27.8 t          |
| 車両番号 | 61601 ： 61618   | 62601 ： 62618 | 63601 ： 63618 | 64601 ： 64618 | 65601 ： 65618 | 66601 ： 66618  |

凡例
VVVF2：VVVF制御装置（1C4M×2群）
VVVF1：VVVF制御装置（1C4M×1群）
SIV：補助電源装置（静止形インバータ）
CP：電動空気圧縮機
ATS：ATS装置
BT：蓄電池

## 運用
通常は野田線のみで運用されているが、臨時列車として2019年4月には東武スカイツリーライン・伊勢崎線を経由して佐野線に、2024年9月には日光線と鬼怒川線に入線した実績がある。

## 今後の予定
全18編成の5両編成化と、これによる余剰中間車の80000系（2025年3月運用開始）への編入が予定されている。
5両編成化はサハ64600形の脱車により行われ、3M2Tの編成構成となる予定。また、余剰となるサハ64600形は18両全車が80000系（5両編成中4両を新造）に編入される予定で、同車内装を含めた改造が行われる予定。なお80000系は25編成の導入が予定されており、不足分の7編成は5両とも新造車で構成される。
また、5両化とともに、車両の大規模改装も実施する。例えば、LCDについては、2画面にした上で千鳥配置にする。また、床下機器も改装する予定。